# Plateau (El Jadida)
Pour les articles homonymes, voir Plateau.
 (décembre 2011).
Si vous disposez d'ouvrages ou d'articles de référence ou si vous connaissez des sites web de qualité traitant du thème abordé ici, merci de compléter l'article en donnant les références utiles à sa vérifiabilité et en les liant à la section « Notes et références ».
 (novembre 2017).

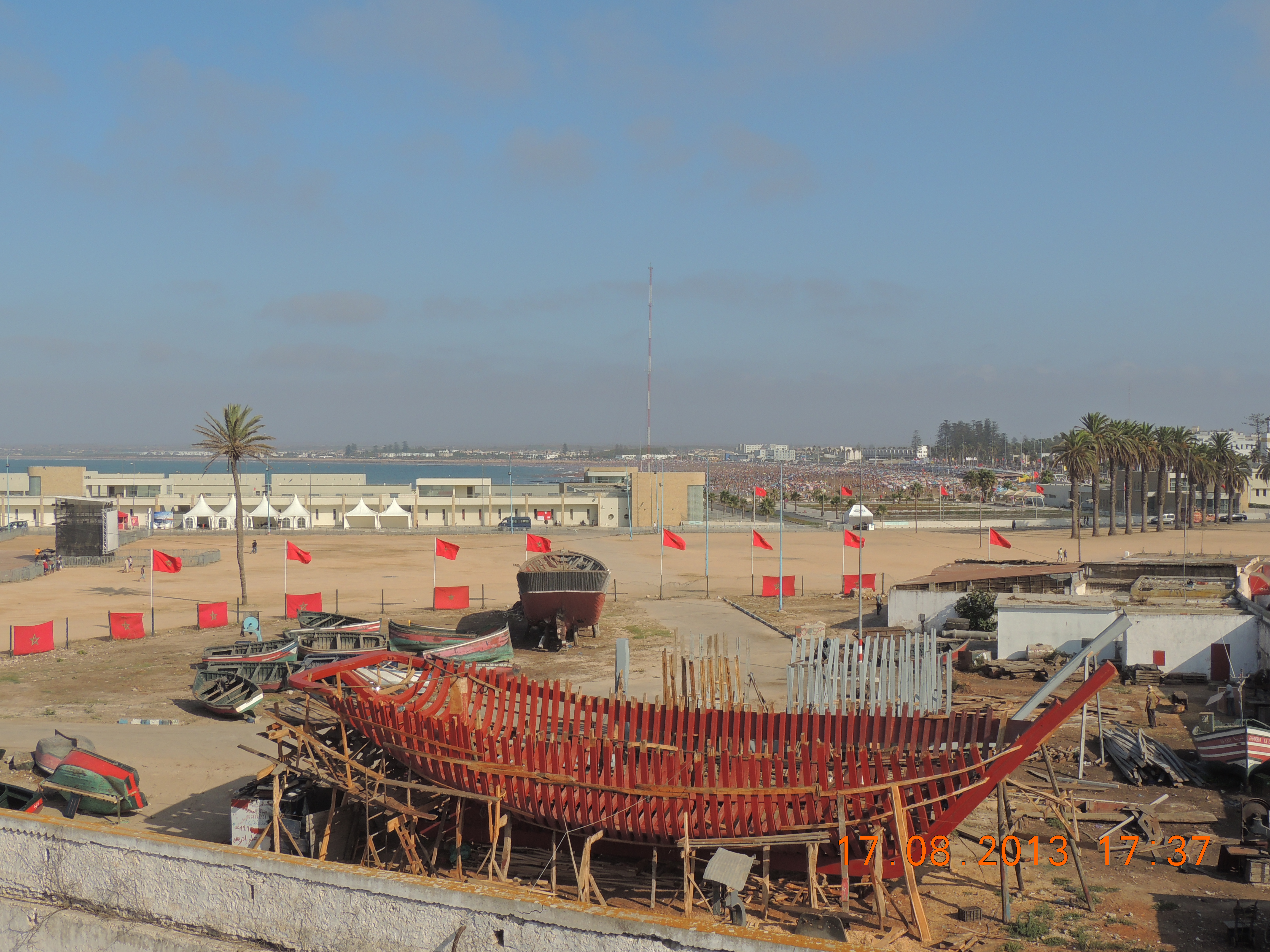
Le Plateau vue de la plage

Le Plateau est un quartier situé à El Jadida (33° 13′ 55,5″ N, 8° 29′ 57,3″ O
), au Maroc.